# Кожевников, Константин Викторович
Константин Викторович Кожевников (род. 14 марта 1982 года, Пермская область) — российский актёр театра и кино.

## Биография
В 2004 году окончил актёрско-режиссёрское отделение Пермского государственного института искусств. Работал в пермских театрах «У моста» и «Новая драма», в Молодёжном театре «На Абрамцевской» в Москве. С 2012 года актёр Театра.doc.

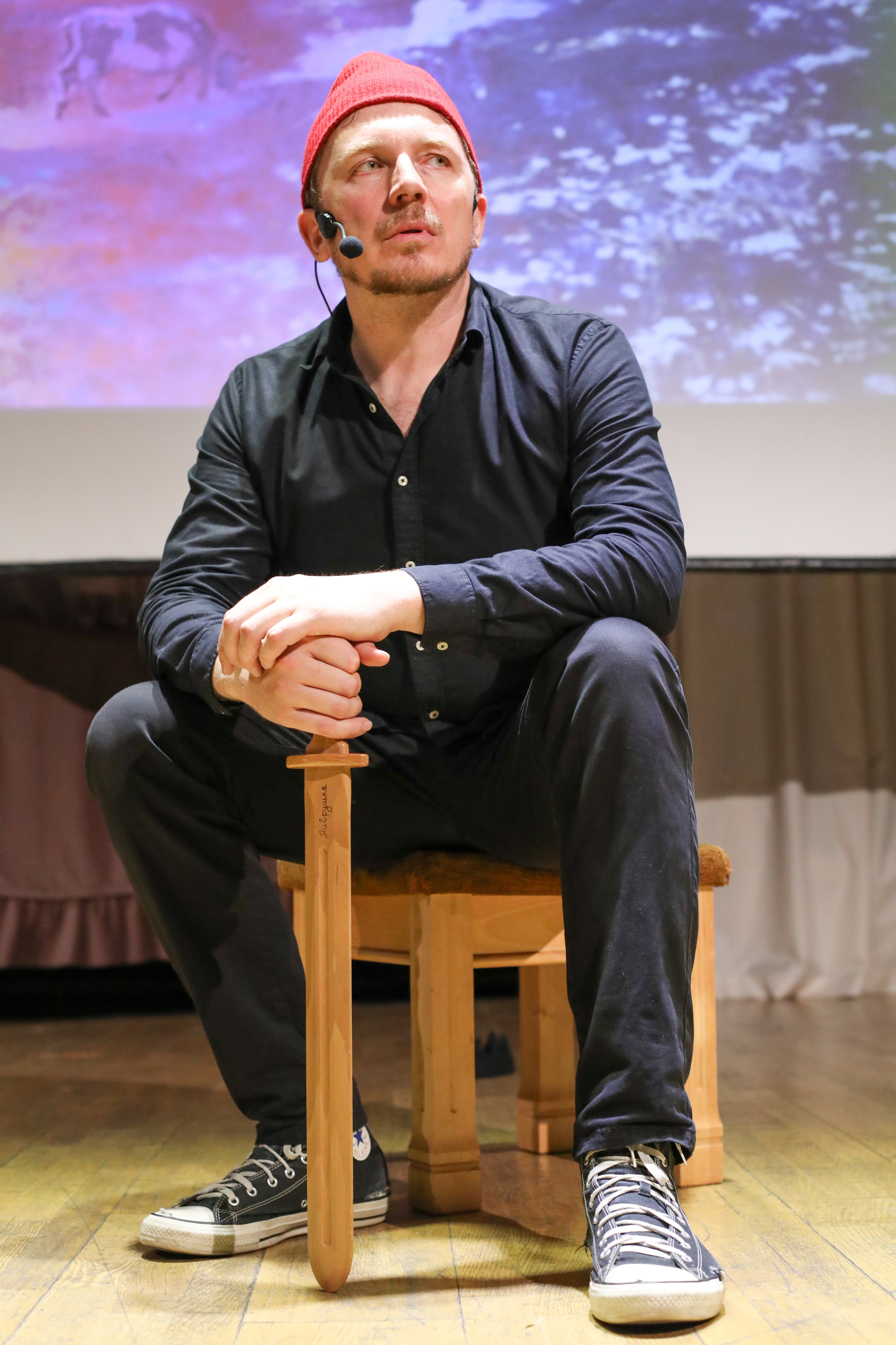
Константин Кожевников в Российской государственной детской библиотеке

В 2016 году под воздействием идей Елены Греминой основал Театр сторителлинга, в рамках которого выпускает минималистичные постановки без декораций, грима и прочих характерных элементов театрального искусства, часто предназначенные для детей или носящие образовательный характер.

## Театральные работы

### Молодёжный театр «На Абрамцевской»
- «Аз и Ферт, или В каждой избушке свои погремушки» — Мордашов (П. С. Фёдоров, режиссёр А. Градов)

### Театр.doc
- 2012 — «Нылка и Вылка в детском саду» (пьеса Елены Греминой, режиссёры Михаил Угаров и Талгат Баталов)
- 2012 — «Похищение» (авторский проект Константина Кожевникова)
- 2013 — «Гоголь: домашнее задание» (по повестям Н. Гоголя. Режиссёр — Алексей Богачук)
- 2013 — «Час 18 — 2012» (пьеса Елены Греминой, режиссёры Михаил Угаров и Талгат Баталов)
- 2013 — «Толстой — Столыпин. Частная переписка» (режиссёр — Владимир Мирзоев)
- 2014 — «Обними меня» (пьеса и постановка — Алексей Богачук и Константин Кожевников)
- 2015 — «Безумное путешествие за святыми дарами» (автор и режиссёр — Елена Гремина)
- 2015 — «Простить измену» (автор и режиссёр — Елена Гремина)
- 2015 — «Болотное дело» (драматург — Полина Бородина, режиссёр — Елена Гремина)
- 2015 — «Пушкин и деньги» (режиссёр — Анастасия Патлай)
- 2015 — «Вне театра» (режиссёр — Анастасия Патлай)
- 2015 — «Краткая история русского инакомыслия» (режиссёр — Елена Гремина)
- 2015 — «Подлинные истории женщин, мужчин и богов» (автор и режиссёр — Елена Гремина)
- 2015 — «Снежная королева» (режиссёр — Олег Куксовский)
- 2016 — «Пленник королевы эльфов» (пьеса и постановка Елены Греминой)
- 2016 — «Война близко» (режиссёр — Елена Гремина)
- 2016 — «Правозащитники» (режиссёры Ольга Лысак и Елена Гремина)

## Фильмография
1. 2004 — 2013 — Кулагин и партнёры
2. 2005 — Бальзаковский возраст, или Все мужики сво... 2 (серия «Эти непредсказуемые мужчины») — новый адъютант Репецкого
3. 2005—2006 — Не родись красивой — Вася Седой
4. 2006—2009 — Клуб (сериал) (все сезоны) — ботаник
5. 2006 — Вы не оставите меня — эпизод
6. 2007 — Спецгруппа (серия «Кашалот») — капитан Борисов
7. 2007 — Маршрут (телесериал) — Генрих
8. 2007 — Закон и порядок: Преступный умысел (1-2 сезоны) — Точилин
9. 2007 — Женские истории — инспектор
10. 2007 — Адвокат-3 — Стас
11. 2007 — Исключения из правил
12. 2008—2009 — Рыжая (телесериал) — Юрий, муж Ольги
13. 2008 — Я вернусь — Глебов
14. 2008 — Возьми меня с собой — лейтенант милиции
15. 2009 — Преступление будет раскрыто-2
16. 2009 — Шахматы - опасная игра
17. 2010 — Вы заказывали убийство — Алексей, парень в клубе
18. 2010 — Час Волкова 4 (серия «Популяция») — офис-менеджер
19. 2010 — Погоня за тенью (телесериал) — опер
20. 2011 — Дикий 2 (3-4 серии «Не стреляйте в журналиста») — киллер
21. 2013 — Страсти по Чапаю — Орехов